# Mario Suárez Hurtado
Mario Suárez Hurtado (Trinidad, Bolivia; 16 de mayo de 1959) es un ingeniero, catedrático y político boliviano. Fue el alcalde la ciudad de Trinidad desde el 31 de mayo de 2015 hasta el 3 de mayo de 2021.

## Biografía
Nació en Trinidad el 16 de mayo de 1959 su padre fue Jesús Suárez Montero y su madre fue Corina Hurtado Sueldo. Comenzó sus estudios primarios en 1965, saliendo bachiller del Colegio La Salle de su ciudad natal el año 1977. Se trasladó a vivir a Rio Grande do Sul en Brasil donde continuó con sus estudios superiores ingresando a estudiar en la Universidad Federal de Río Grande Do Sul, graduándose como ingeniero civil de profesión.
Regreso a Trinidad, donde comenzó a trabajar en diferentes empresas constructoras en el Departamento del Beni donde a la vez y simultáneamente inició actividades en el ámbito de la industria agropecuaria-ganadera. Después de varios años, Mario Suárez logra crear su propia empresa constructora en donde realiza la construcción de varios obras públicas y privadas. Así mismo ingresó al ámbito académico, como catedrático en la Facultad de Ingeniería y Tecnología, Carrera de Ingeniería Civil en la Universidad Autónoma José Ballivián.
Durante la década de 1990, Mario Suárez conforma una agrupación política de jóvenes empresarios y profesionales, denominado "CAMBIO 2000". Tiempo después, Suárez sería elegido jefe distrital del partido político del Movimiento Nacionalista Revolucionario (MNR) en Trinidad.

### Alcalde de Trinidad (2015-2021)
A sus 55 años, Mario Suárez decide ingresar a la política, participando en las elecciones subnacionales de marzo de 2015 poatulando al cargo de Alcalde de la ciudad de Trinidad (capital del Departamento del Beni) en representación del MNR. Logró ganar y salir en primer lugar en los resultados finales. Se posesionó en el cargo el 31 de mayo de 2015 y permaneció hasta el 3 de mayo de 2021.